# Adelheid van Courtenay
Adelheid van Courtenay (1160/1165 -12 februari 1218), ook wel Alice of Alix van Courtenay, was een dochter van Peter I van Courtenay en van Elisabeth van Courtenay. Zij huwde in 1178 met Willem van Joigny, van wie zij in 1186 scheidde. Zij hertrouwde in 1186 met Adhemar van Angoulême. Zij hadden één dochter, Isabella (1187 - 1246), die zou trouwen met Jan zonder Land en met Hugo X van Lusignan.